# Clot de les Moreres

El Clot de les Moreres, respecte del terme d'Abella de la Conca

El Clot de les Moreres és una vall molt marcada -clot- del terme municipal d'Abella de la Conca, a la comarca del Pallars Jussà.
Està situat al vessant sud-est del Gallinova, al nord de la Borda del Cuquerlo i a ponent de Casa Toà. En el Clot de les Moreres es troba un dels barrancs de capçalera del barranc de Caborriu. A la part alta del Clot de les Moreres es troba el Cantal de l'Aurellut, i a la part mitjana, es troba l'Estimat de Toà.

## Etimologia
Es tracta d'un topònim descriptiu, ja que pren el nom d'un arbre abundant en el lloc. Clot fa referència a com és de marcada la vall del barranc en aquest lloc.